# Estación de Pyramides
Pyramides es una estación de las líneas 7 y 14 del metro de París situada en el 1º distrito en pleno corazón de la ciudad, a medio camino entre la Ópera Garnier y el Teatro de la Comédie-Française. 

## Historia
La estación de la línea 7 fue inaugurada el 1 de julio de 1916. Mucho más reciente, la moderna línea 14, data del 15 de octubre de 1998.
El nombre de la estación proviene de la Batalla de las Pirámides (en francés Pyramides) en la que luchó Napoleón Bonaparte contra los Mamelucos de Mourad Bey, en la campaña de Egipto.

## Descripción

### Estación de la línea 7
Se compone de dos andenes laterales de 75 metros de longitud y de dos vías.
Está diseñada en bóveda elíptica totalmente revestida de azulejos blancos planos desde su última renovación.
Su iluminación ha sido renovada con el modelo New Neons, originario de la línea 12 pero que luego se ha ido exportando a otras líneas. Emplea delgadas estructuras circulares, en forma de cilindro, que recorren los andenes proyectando la luz tanto hacia arriba como hacia abajo. Finos cables metálicos dispuestos en uve sostienen a cierta distancia de la bóveda todo el conjunto
La señalización por su parte usa la moderna tipografía Parisine donde el nombre de la estación aparece en letras blancas sobre un panel metálico de color azul. Por último, los asientos son sencillos bancos de madera.
La estación recibió en los años 20 paneles publicitarios con el nombre de la estación en cerámica, siendo la única estación abierta en aquella época con esta decoración, que en ningún caso tuvo al principio. Al formar parte de las estaciones abiertas entre 1900 y 1921, no tenía ningún cartel publicitario y sus paredes estaban revestidas, en aquel momento, con azulejos blancos biselados.
En cualquier caso, las estaciones recibieron durante los años 20 carteles publicitarios que se pegaban directamente al alicatado, con una imitación de cerámica que no era más que papel. Este sistema duró hasta los años 70, momento en que se eligió instalar soportes metálicos sobre el alicatado para colocar la publicidad.

### Estación de la línea 14

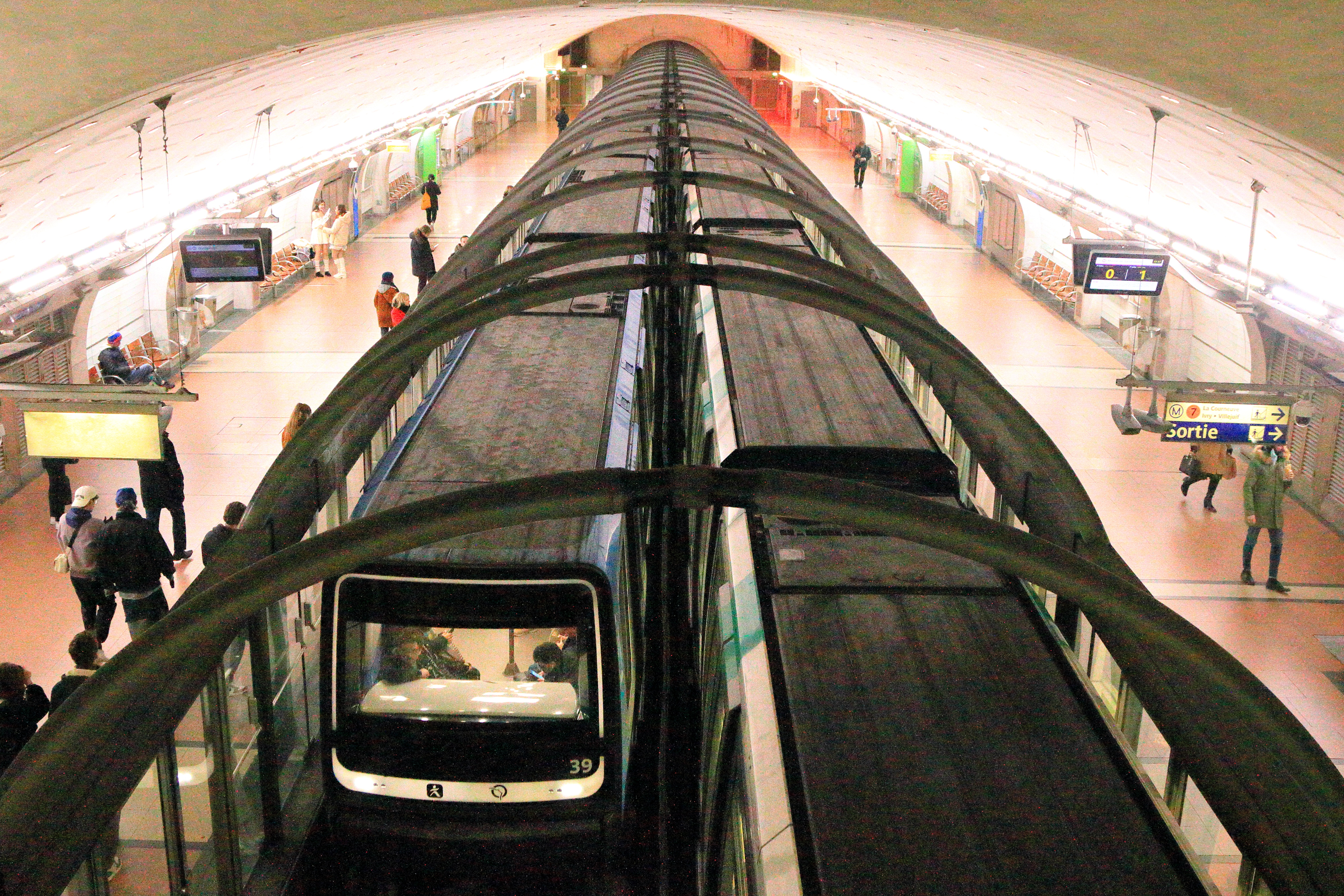
Vista desde la estación de la línea 14.

Se compone de dos andenes laterales de 120 metros de longitud y de dos vías.
La estación de la línea 14 ofrece un diseño mucho más moderno y espacioso propio de las estaciones de esta reciente línea. Dispone de puertas de andén.
En la bóveda de piedra se encuentra una instalación artística, realizada por Jacques Tissinier, titulada Tissignalisation n°14. Consiste en la colocación de mil discos de acero de 16 centímetros de diámetro que simulan hojas de papiro estilizadas coloreadas en blanco, azul, rojo y naranja. Es idéntica a la que existe en la estación de Madeleine.